# Vicent García (músic)
Vicent García fou un músic valencià nascut a Alcoi. Molt intel·ligent en la seva professió, pel qual fou mestre de capella de la catedral de València. Pels anys de 1636 va escriure un Discurs en lloança de la música.